# Svartgölen (Vimmerby socken, Småland)
Svartgölen är en sjö i Vimmerby kommun i Småland och ingår i Motala ströms huvudavrinningsområde.